# 일본불교시찰단
일본불교시찰단(日本佛敎視察團)은 일제강점기인 1918년에 일본 시찰을 위해 조선에서 구성된 불교 단체이다. 조선총독부의 후원으로 결성되었다.
통도사 주지이자  삼십본산연합사무소 제3대 위원장인 김구하가 1917년 봄부터 오랜 준비를 거쳐서 조직하였고, 1918년 8월 31일부터 9월 24일까지 총 10명이 일본 시찰을 다녀왔다. 조선총독부는 일본 시찰을 통해 조선 불교계 인사들을 일본 통치에 순응시키려는 목적에서 총독 하세가와 요시미치가 직접 300원을 내놓는 등 여행 경비를 지원하였다.
단장은 김구하가 맡았고, 단원으로는 해인사 주지 이회광, 용주사 주지 강대련, 위봉사 주지 곽법경, 범어사 명정학교 교장 김용곡, 조선불교총보 기자 권상로 등 조선 불교계를 대표할 만한 인물들이 포함되었다. 안내 역할을 맡은 조선총독부 촉탁의 일본인도 동행했다.
김구하와 이회광은 은제 향로와 그림족자를 준비하여 일본 도착 직후 총리대신을 맡은 초대 조선총독 데라우치 마사타케에게 선물하며 면담했다. 이후 메이지 천황의 묘소를 참배하였으며, 김구하는 메이지의 묘 앞에서 ‘천황의 권속인 우리’로 시작되는 축문을 대표로 읽기도 했다. 시찰 일정 중에는 이세 신궁 참배와 임진왜란을 일으킨 도요토미 히데요시 묘소 참배도 포함되어 있었다.
일본 측은 데라우치가 이들을 직접 만나 준 것은 물론, 황태자와의 자택을 방문하게 하고 다이쇼 천황의 행차를 일본 황족과 귀족의 다음 자리에서 맞이하게 하는 등 후히 대접했다. 시찰단은 이에 매우 감격하여 귀국하고 나서 《매일신보》와 《조선불교총보》를 통해 다이쇼 천황과 데라우치 총리를 찬양하는 시와 글을 발표했다.
10년 뒤인 1928년에도 비슷한 성격의 시찰단인 조선사찰직원내지시찰단이 대형 사찰 주지들을 중심으로 구성되어 일본에 파견되었다.

## 같이 보기
- 조선사찰직원내지시찰단

## 참고자료
- 친일인명사전편찬위원회 (2004년 12월 27일). 《일제협력단체사전 - 국내 중앙편》. 서울: 민족문제연구소. 557~558쪽쪽. ISBN 8995330724.
- 친일반민족행위진상규명위원회 (2007년 12월). 〈강대련〉 (PDF). 《2007년도 조사보고서 II - 친일반민족행위결정이유서》. 서울. 1890~1901쪽쪽. 발간등록번호 11-1560010-0000002-10. [깨진 링크(과거 내용 찾기)]